# Kiến trúc Tân Baroque

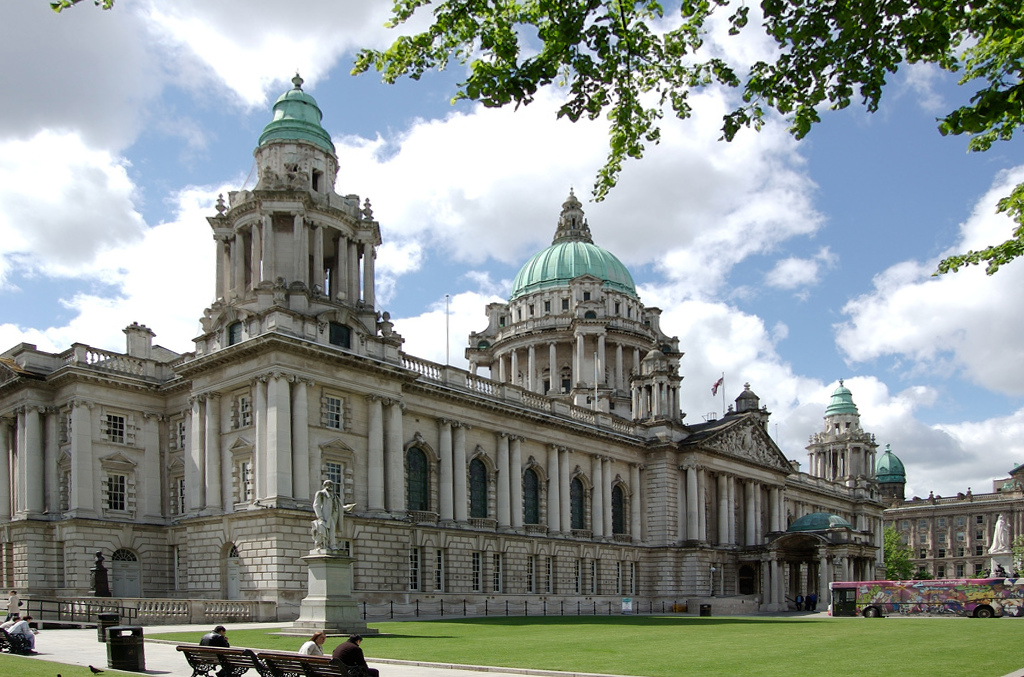
Tòa thị sảnh Belfast, một thí dụ của Kiến trúc Edwardian Baroque hay "Wrenaissance"

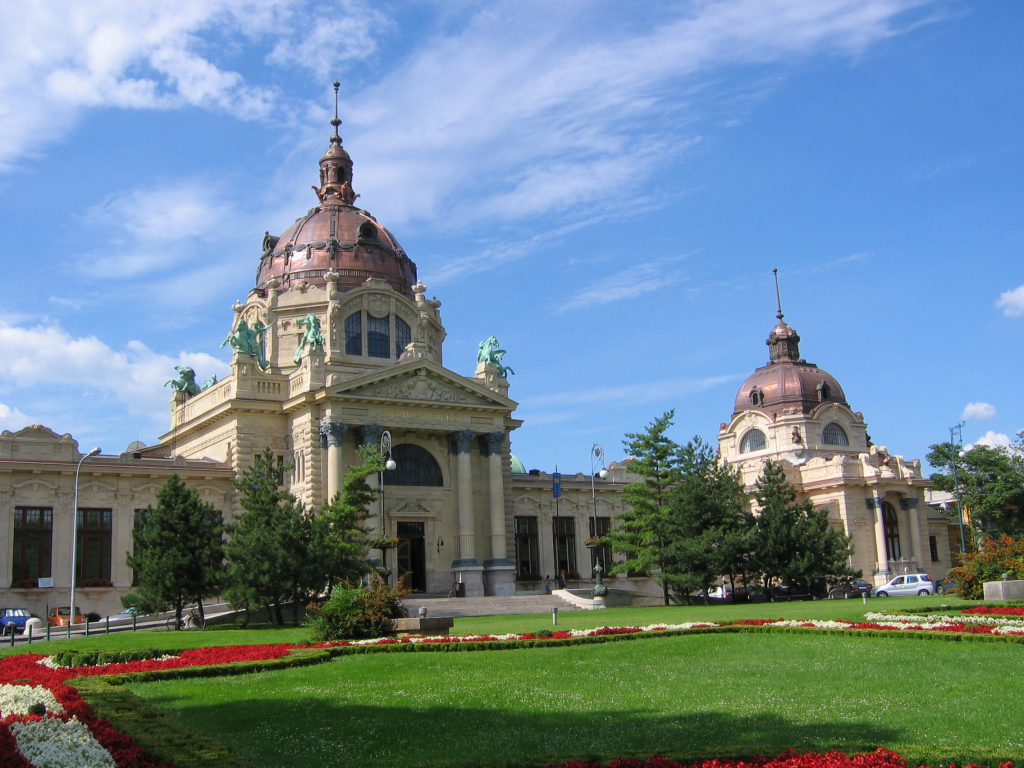
Bể bơi nước nóng Széchenyi ở Budapest

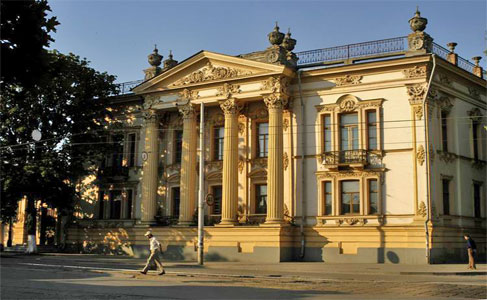
Cung điện Alferaki ở Taganrog, Nga (1848)

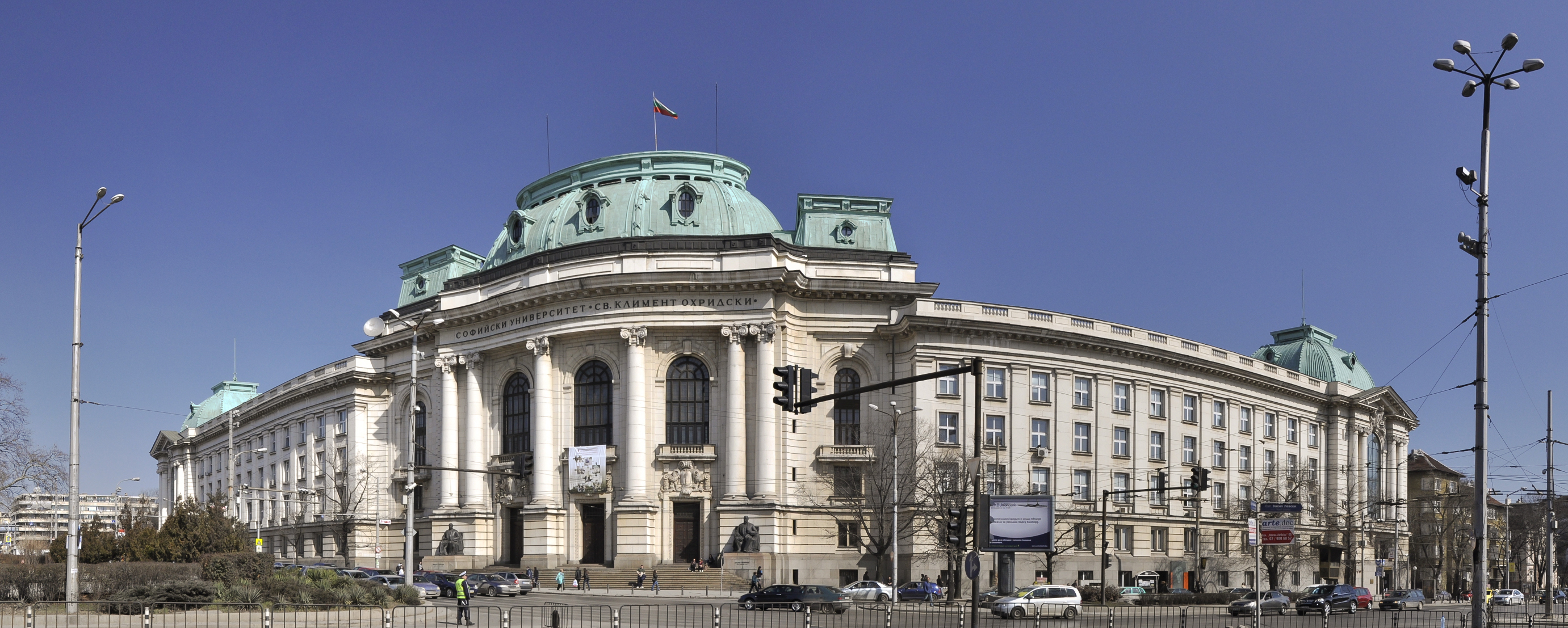
Nhà hiệu trưởng Đại học Sofia ở Sofia (1924-1934)

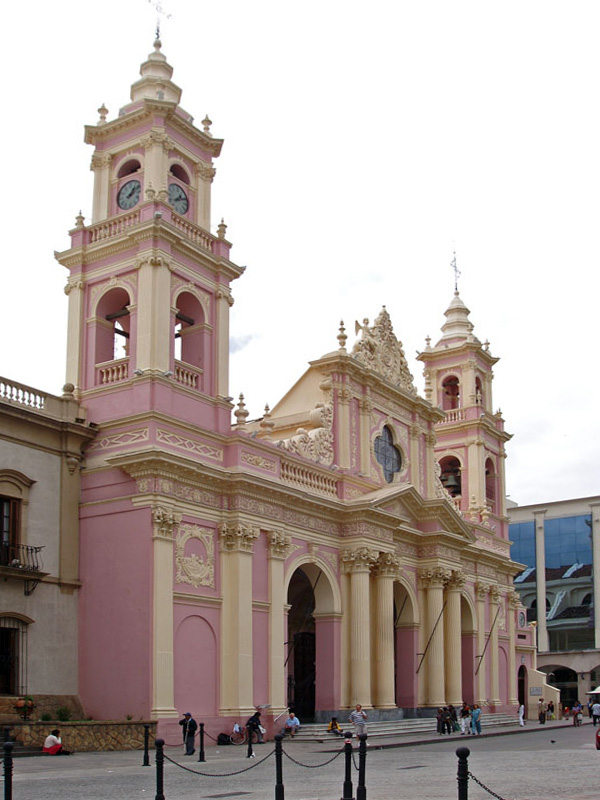
Nhà thờ Salta, Argentina

Kiến trúc Tân Baroque là một phong cách kiến trúc vào cuối thế kỷ 19. Thuật ngữ này được dùng để mô tả những kiến trúc trình bày những khía cạnh của phong cách Baroque, nhưng không phải xây trong giai đoạn Baroque, tức là, thế kỷ 17 và 18. Các yếu tố truyền thống kiến trúc Baroque là một phần quan trọng trong chương trình giảng dạy tại École des Beaux-Arts ở Paris, trường kiến trúc nổi tiếng ở nửa sau của thế kỷ 19, và là phần không thể tách rời của kiến trúc Beaux-Arts tạo ra cả ở Pháp và các nước khác. Một cảm giác phấn khởi về chủ nghĩa đế quốc châu Âu đã khuyến khích một kiến trúc chính thức phản ánh nó ở Anh và Pháp, tại Đức và Ý, sự hồi sinh của kiến trúc Baroque bày tỏ tự hào về sức mạnh mới của nhà nước thống nhất.